# Camargo (Chihuahua)
Santa Rosalía de Camargo is een stad in de Mexicaanse deelstaat Chihuahua. De plaats heeft ongeveer 40.000 inwoners (schatting 2007) en is de hoofdplaats van de gemeente Camargo.
Camargo is gelegen aan de Río Conchos. De belangrijkste bron van inkomsten is de veeteelt. Camargo is de geboorteplaats van de schilder David Alfaro Siqueiros en de politicus Luis H. Álvarez.